# Sa'id al-Andalusi
Abū al-Qāsim Ṣāʿid ibn Abī l-Walīd Aḥmad ibn ʿAbd al-Raḥmān ibn Muḥammad ibn Ṣāʿid ibn ʿUthmān al-Taghlibī al-Qurṭubī (in arabo أبو القاسم صاعد بن أحمد الأندلسي القرطبي‎?; Almería, 6 luglio 1029 – Toledo, 1070) è stato uno storico, astronomo e matematico arabo di al-Andalus e un Qāḍī musulmano.
Ṣāʿid al-Andalusī (in arabo صاعد الأندلسي‎?) nacque quando nella sua città governava la dinastia araba dei Banū Dhī l-Nūn. Storico, filosofo della scienza e del pensiero scientifico, e matematico, specialmente coinvolto negli studi di Astronomia, era anche un apprezzato Qāḍī alla corte dhunnunide di Toledo. Radunò un gruppo ben istruito di giovani astronomi e scienziati, costruttori di strumentazioni scientifiche, tra cui il più importante si rivelerà essere al-Zarqali.
Fu l'autore del trattato Rettifica dei moti planetari ed esposizione degli errori degli osservatori e fornì il suo importante contribuito alla redazione delle Tavole di Toledo.
Il solo lavoro che sia sopravvissuto nella sua interezza è ciò che è stato spesso definito la sua "storia della scienza", ossia le Ṭabaqāt al-ʼUmam (Categorie delle nazioni) del 1068. Le "nazioni" erano considerate i contesti culturali in cui erano progrediti maggiormente gli studi, quale quelli dell'India, della Persia, dei Caldei, dell'Egitto, della Grecia antica, dei Bizantini, degli Arabi e degli ebrei (non invece delle popolazioni vichinghe, cinesi, africane, russe, alane e turche. Nelle Tabaqāt ci sono tre altri suoi lavori citati: le Jawāmiʿ akhbār al‐umam min al‐ʿArab wa l-Ajam (Compendio storico delle nazioni – Arabi e non‐Arabi), le Maqālāt ahl al‐milal wa l-nihal (Dottrine degli aderenti alle sette e alle scuole), e l'Iṣlāḥ ḥarakāt al-nujūm (Correzione dei movimenti delle stelle). Mentre questi tre lavori non sono giunti fino a noi, ciò che sappiamo è però che tutti riguardavano la storia e l'astronomia.

## Ṭabaqāt al-Umam(Categorie delle Nazioni)
Il nocciolo delle Ṭabaqāt riguarda gli scienziati e i maggiori contributi che in otto nazioni, a suo parere, erano stati forniti alla scienza. Egli esaminò ognuna di esse individualmente, segnalando le acquisizioni individuali delle nazioni nei campi quali l'aritmetica, l'astronomia e la medicina, tra gli altri. Inoltre egli discusse del contributo apportato dalle nazioni che avevano contribuito al progresso scientifico, la più importante delle quali era quella greca, con personalità filosofiche quali Pitagora, Socrate e Platone.
Ṣāʿid sceglie Aristotele in questa sezione del suo libro, affermando: "Nessuno può obiettare se Allah assembla il mondo in un individuo". In seguito, Ṣāʿid menzione gli studiosi bizantini e cristiani a Baghdad nel IX e nel X secolo.
La seconda metà del libro è dedicata alla discussione sul contributo arabo alle scienze, in settori quali la logica, la filosofia, la geometria e allo studio condotto dagli scienziati arabi che avevano sfruttato gli studi di Claudio Tolomeo per far progredire le conoscenze collettive dello spazio. Tali scienziati determinarono la durata dell'anno tropico, l'eccentricità dell'orbita solare e tra le altre cose realizzarono tabelle astronomiche (Zij).

## Opere
- Ṭabaqāt al-Umam -  Sa`id al-Andalusi, Science in the Medieval World, University of Texas Press, 1º marzo 1996, ISBN 978-0-292-70469-5.